# رایان مک کورد
رایان مک کورد (انگلیسی: Ryan McCord؛ زادهٔ ۲۱ مارس ۱۹۸۹) بازیکن فوتبال اهل بریتانیا است.
از باشگاه‌هایی که در آن بازی کرده‌است می‌توان به باشگاه فوتبال الوآ اتلتیک و باشگاه فوتبال داندی یونایتد اشاره کرد.
وی همچنین در تیم ملی فوتبال زیر ۱۹ سال اسکاتلند بازی کرده‌است.